# سينما إمبيرو
سينما إمبيرو (بالإيطالية: Cinema Impero، حرفيًا "سينما الامبراطوريّة") هو مبنى سينما مُصمم على طراز آرت ديكو، يقع في العاصمة الإريتريّة أسمرة. تم بناؤه عام 1937 خلال فترة الاستعمار الإيطالي، وهو من تصميم المهندس الإيطالي ماريو ميسينا.

## التصميم
تم تصميم المبنى على طراز آرت ديكو ليكون أكبر مسرح سينمائي تم تشييده في أسمرة خلال الفترة الأخيرة من مستعمرة إريتريا الإيطالية. لقد سُميّ المبنى نسبةً لغزو بينيتو موسوليني لإثيوبيا وإعلانه الإمبراطورية الإيطالية.
لا يزال المبنى سليمًا من الناحية الإنشائية بعد أكثر من 70 عامًا من تشييده، حيث نجى من الدمار خلال العديد من الصراعات التي أثرت على القرن الأفريقي على مدار القرن الماضي. كما يُعتبر اليوم أحد أهم نقاط الجذب السياحي في مدينة أسمرة المعاصرة، إلى جانب مبنى فيات تاجيليرو ومبنى البلدية، ومبانٍ أخرى تعود إلى الفترة الاستعماريّة، والتي تم إدراجها جميعًا على قائمة التراث العالمي التابعة لليونيسكو في عام 2017.

## وصلات خارجية
- سينما إمبيرو، مباني آرت ديكو (بالإنجليزية)